# حصن آل صليع (حجر الصيعر)

تعديل مصدري - تعديل

حصن آل صليع هي إحدى قرى عزلة حجر الصيعر بمديرية حجر الصيعر التابعة لمحافظة حضرموت، بلغ تعداد سكانها 16 نسمة حسب تعداد اليمن لعام 2004.